# A román nyelv területi változatai

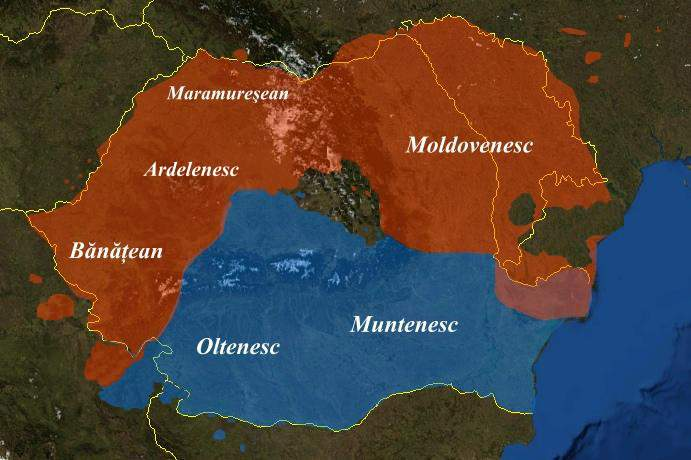
Román nyelvjárások

A román nyelv területi változatai kétféle megközelítésből csoportosíthatóak. Azon nyelvészek szerint, akik a dákorománt, az arománt, a meglenorománt és az isztrorománt nem tartják külön nyelveknek, ezek képezik a négy fő román dialektust (románul dialecte), amelyek aldialektusokra (románul subdialecte vagy graiuri) oszlanak. Azok, akik külön nyelveknek tekintik őket, értelemszerűen csak a tulajdonképpeni dákoromán nyelvjárásokat (graiuri) vizsgálják. Ez a szócikk is az úgynevezett „dákoromán” (a Dunától északra beszélt tulajdonképpeni román nyelv) területi változatairól szól.

## A román nyelvjárások rendszere
A román nyelv területi változatainak rendszere, azaz számuk, csoportosításuk és a közöttük levő hierarchikus viszonyok, mindig is vita tárgya volt. Mennyiségüket tekintve különböző vélemények szerint a legkisebb szám kettő, a legnagyobb húsz. Egyes nyelvészek szerint a románnak csak két nyelvjárási típusa vagy csoportja van, egy északi vagy moldvai, és egy déli vagy munténiai. Mások úgy vélik, hogy három van: moldvai, munténiai és bánsági. Megint mások négyet vesznek számításba: moldvait, munténiait, bánságit és körös-vidékit. A legtöbb nyelvész úgy gondolja, hogy öt ilyen változat van: moldvai, munténiai, bánsági, körös-vidéki és máramarosi. Egyes kutatók ezekhez hozzáadnak más nyelvjárásokat is, melyeket átmenetieknek, de mégis autonómoknak tekintenek. Némelyek szerint ilyen az olténiai nyelvjáráscsoport, mások szerint az avassági. Több erdélyi nyelvjárást is számításba vesz az a nézet, amely húsz területi változatról szól.
Ezek a nézeteltérések annak tudhatók be, hogy a különbségek többé vagy kevésbé nagyok attól függően, hogy mely konkrét változatokat hasonlítjuk össze. Legnyilvánvalóbb a különbség a moldvai és a munténiai nyelvjárások között. A bánságiak viszont kevésbé nyilvánvalóan különböznek egyrészt a körös-vidékiektől, másrészt a munténiaiaktól. Még kevésbé nyilvánvalóak a különbségek az olténiai és a munténiai nyelvjárások között.
A legélénkebb viták a tulajdonképpeni Erdélyben, azaz a Bánságon, a Körös-vidéken, az Avasságon és Máramaroson kívül beszélt nyelvjárások körül folynak. A legtöbb nyelvész ezeket a szomszéd nyelvjáráscsoportokhoz tartozóknak tekinti, bár elismeri, hogy vannak bizonyos közös vonásaik is. Ellenben egyesek olyan nyelvjáráscsoportnak tekintik az erdélyit, mely vonásai tisztán megkülönböztetik a többitől, azaz a moldvaitól, a munténiaitól és a bánságitól, azzal együtt, hogy több alegységei vannak, mint ezeknek. Ezek a nyelvészek négy erdélyi alcsoportról szólnak: északkelet-erdélyi, közép- és délerdélyi, körös-vidéki és máramarosi.
Ez a szócikk hat nyelvjárási egységet mutat be.

## Nyelvjárások

### Munténiai nyelvjáráscsoport

#### Elterjedése
A munténiai nyelvjárásokat Munténiában, Dobrudzsában, az erdélyi Szeben és Brassó megyékben, valamint a Bulgária északi részén élő románok beszélik. Területük négy zónára oszlik: egy központi zóna (Munténia legnagyobb része), Munténia északkeleti része, Dobrudzsa és Dél-Erdély.

#### Jellegzetességei
| Jelenség | Nyelvjárási példa                      | Sztenderd megfelelő                       | Fordítás                  |
| --- | -------------------------------------- | ----------------------------------------- | ------------------------- |
| palatalizált [ʃʲ], [ʒʲ] és utána [e], [i]                                                                                          | ușe loje                               | ușă lojă                                  | ajtó páholy               |
| tisztán dentális [d] és utána [ə], [ɨ]                                                                                             | dăștept dân                            | deștept din                               | okos -ból/-ből            |
| [e] elhasonulása [i]-vé, főként hangsúlyos helyzetű [e] hatására                                                                   | fetili caprili                         | fetele caprele                            | a lányok a kecskék        |
| harmadik személyben a többes szám az egyes száméval azonos alakja kijelentő mód jelen időben, jövő időben és összetett múlt időben | ei/ele bea ei/ele va bea ei/ele a băut | ei/ele beau ei/ele vor bea ei/ele au băut | isznak inni fognak ittak  |
| összetett múlt idő többes szám harmadik személyben a melléknévi igenév -ră raggal                                                  | ei/ele a venitără                      | ei/ele au venit                           | eljöttek                  |
| a vrea ’akar’ összetett múlt ideje mint segédige                                                                                   | am vrut să cad                         | era să cad                                | majdnem elestem           |
| a veni ’jön’ mint igeszemléleti segédige                                                                                           | vine și/de crește                      | începe să crească                         | elkezd nőni               |
| a veni – ’jön’ mint segédige a szenvedő ragozásban                                                                                 | grinda vine așezată aici               | grinda este așezată aici                  | a gerenda ide helyeztetik |
| a ’-ról/-ről’-t jelentő elöljárószó összemosódása az ’után’-t jelentővel                                                           | după/dupe                              | de pe                                     |                           |
| de mint vonatkozó névmás | omul de vine                           | omul care vine                            | az ember, aki jön         |
| tárgyeset kifejezésére használt la elöljárószó anyagnevek előtt                                                                    | mănâncă la pâine                       | mănâncă pâine                             | kenyeret eszik            |
| a mai határozószó helye | nu mai mă duc                          | nu mă mai duc                             | többé nem megyek          |
| a decât határozószó igenlő szerkezetben való használata                                                                            | am decât două mere                     | n-am decât două mere                      | csak két almám van        |

Szókészlet:
| Jelenség                 | Nyelvjárási példa | Jelentése a sztenderdben | Sztenderd megfelelő | Fordítás              |
| ------------------------ | ----------------- | ------------------------ | ------------------- | --------------------- |
| sajátos jelentésű szavak | ginere            | vő                       | mire                | vőlegény              |
| bolgár eredetű szavak    | ciușcă            |                          | ardei iute          | csípős paprika        |
| török eredetű szavak     | peșchir           |                          | prosop              | törülköző             |
| török eredetű szavak     | perdea            | függöny                  | adăpost pentru vite | védett hely marháknak |
| görög eredetű szavak     | dârmon            |                          | ciur                | szita                 |

#### Írott forrásai
Az első írott román nyelvű dokumentumok (Neacșu levele 1521-ből és további kb. 50 dokumentum), majd a kb. 10 első nyomtatvány (lásd A román nyelv története) e nyelvjárás sajátosságait tükrözik. A román sztenderd nyelvváltozat alapja a munténiai nyelvjárás, de nem vette át minden jellegzetességét, sőt, határozottan visszautasított egyeseket, főleg az ige alaktanát illetőleg.

### Olténiai nyelvjáráscsoport

#### Elterjedése
Ez a nyelvjáráscsoport Olténiában (Olt megye egy részének kivételével), Északnyugat-Bulgáriában és Északkelet-Szerbiában (a Timok völgyének egy részén) honos.

#### Jellegzetességei
| Jelenség                                                           | Nyelvjárási példa                          | Sztenderd megfelelő                   | Fordítás                      |
| ------------------------------------------------------------------ | ------------------------------------------ | ------------------------------------- | ----------------------------- |
| [aj], [əj], [oj], [uj] kettőshangzók [kʲ] és [gʲ] előtt            | straichină răichită ureiche oichi păduiche | strachină răchită ureche ochi păduche | cseréptál fűzfa fül szem tetű |
| [i] beiktatása két szókezdeti mássalhangzó közé                    | hirean                                     | hrean                                 | torma                         |
| [i] két szókezdeti mássalhangzó előtt                              | ișcoală                                    | școală                                | iskola                        |
| [i] > [ɨ], [a] > [ə], [e̯a] > [a], [t͡s], [s], [z], [r] után         | zâce țălină măsa                           | zice țelină măsea                     | mond(ja) zeller (rágó)fog     |
| sajátos nőnemű többesszámú mutató névmás                           | ăștea                                      | astea                                 | ezek                          |
| egyszerű múlt használata nagyon közeli múltban történt cselekvésre | cântai                                     | am cântat                             | énekeltem                     |
| a távolság három fokának kifejezése                                | (a)ici – aci(a) – acolo                    | aici – acolo                          | itt – ott – amott             |
| a felszólító mód többes számának archaikus tagadó alakja           | nu cântareți!                              | nu cântați!                           | ne énekeljetek!               |

Szókészlet:
| Jelenség                 | Nyelvjárási példa | Jelentése a sztenderdben | Sztenderd megfelelő | Fordítás           |
| ------------------------ | ----------------- | ------------------------ | ------------------- | ------------------ |
| archaikus szavak         | arm               |                          | șold                | csípő (a testrész) |
| sajátos szavak           | a străfiga        |                          | a strănuta          | tüsszenteni        |
| sajátos jelentésű szavak | cotoi             | kandúr                   | picior de pasăre    | baromficomb        |

### Bánsági nyelvjáráscsoport

#### Elterjedése
Ez a nyelvjáráscsoport a romániai Bánságra, Arad megyére és Hunyad megye déli részére, a Vajdaságra és a Timok völgyének egy részére jellemző. Három zónát különböztetnek meg: a délit, amelybe beletartozik a Vajdaság, az észak–északnyugatit és az északkeletit (beleértve Hátszeg vidékét).

#### Jellegzetességei
A bánsági nyelvjárások sok hangtani, alaktani és szókészletbeli archaizmust tartalmaznak. Fő hangtani jellemzőjük a sztenderd románhoz képest gazdag és kiegyensúlyozott magánhangzórendszer.
| Jelenség                                                       | Nyelvjárási példa         | Sztenderd megfelelő           | Fordítás                         |
| -------------------------------------------------------------- | ------------------------- | ----------------------------- | -------------------------------- |
| latin [ane] > [ɨne]                                            | câne                      | câine                         | kutya                            |
| [e] > [ə], [i] > [ɨ], [e̯a] > [a], [s], [ʃ], [t͡s], [z] után     | să rupe orășan țân zâc    | se rupe orășean țin zic       | elszakad városlakó tartok mondok |
| hangsúlyos [a] > [ʌ]                                           | ['fʌtə]                   | fată                          | lány                             |
| [e]-t tartalmazó szótag előtt hangsúlyos [e] > [ɛ]             | ['pɛre]                   | pere                          | körték                           |
| szóvégi [e] gyakran > ë                                        | [trʌʒʲë]                  | trage                         | húz                              |
| [o̯a] > [ɒ]                                                     | ['pɒrtə]                  | poartă                        | kapu                             |
| [t͡ʃ] > [ʃʲ] ([e] és [i] előtt)                                 | șier                      | cer                           | ég(bolt)                         |
| [d͡ʒ] > [ʒʲ] (e] és [i] előtt)                                  | jier                      | ger                           | fagy                             |
| szóvégi [ʲ] elhagyása réshangok és zár-réshangok után          | [uʃ] [pot͡s]               | uși poți                      | ajtók bírsz, tudsz               |
| szóvégi [ʲ] elhagyása [n] után és ennek teljes palatalizációja | ['wɒmeɲ]                  | oameni                        | emberek                          |
| [t] > [t͡ɕ] ([e] és [i] előtt)                                  | frace                     | frate                         | fivér                            |
| [d] > [d͡ʑ] ([e] és [i] előtt)                                  | ges                       | des                           | sűrű                             |
| latin [n] + [e]/[i] > [ɲ]                                      | cuni                      | cui                           | szeg                             |
| [u.wa] > [u.va]                                                | a luva                    | a lua                         | elvenni                          |
| [a.wud] > [abd]                                                | labd                      | laud                          | dicsérek                         |
| [a.wut] > [apt]                                                | capt                      | caut                          | keresek                          |
| egyetlen alakú birtokos névelő                                 | a tău, a ta a tăi, a tale | al tău, a ta ai tăi, ale tale | a tiéd a tieid                   |
| az a fi ige egyes alakjainak visszahatóvá válása               | mi-s ni-s vi-s            | (eu) sunt suntem sunteți      | vagyok vagyunk vagytok           |
| a feltételes mód segédigéje                                    | (v)reaș zișie             | aș zice                       | mondanék                         |
| a szerb nyelv hatására, befejezett igenemet jelölő igekötők    | m-am zăuitat              | am uitat                      | elfelejtettem                    |

Szókészlet:
| Jelenség                       | Nyelvjárási példa | Sztenderd megfelelő | Fordítás          |
| ------------------------------ | ----------------- | ------------------- | ----------------- |
| -oni, -oane képző              | iepuroni nemțoane | iepuroi nemțoaică   | hím nyúl német nő |
| archaikus latin eredetű szavak | nat               | individ             | egyén             |
| szerb eredetű szavak           | goșt              | musafir             | vendég            |
| német eredetű szavak           | farbă             | vopsea              | festék            |

#### Írott forrásai
A Szászvárosi Ószövetség (Palia de la Orăștie) (1582) tartalmaz bánsági nyelvjárási jellegzetességeket. A román sztenderd a 19. században Ion Heliade-Rădulescu kezdeményezésére a bánsági nyelvjárásokból vette át a folyamatos múlt idő többes szám harmadik személy -au ragját (ei mergeau, ei făceau ’mentek’, ’csináltak’). (A többi nyelvjárásban a harmadik személyű igeragok egyes és többes számú alakja ugyanaz (el / ei mergea, făcea ’ment / mentek’, ’csinált / csináltak’).
A bánsági az egyetlen román nyelvjáráscsoport, amelyben voltak és vannak modern irodalmi kísérletek, például Victor Vlad Delamarina (1870–1896) tollából. Az utóbbi években feléledt ez az irodalom. 2002-ben létrejött a Bánsági Nyelvjárásban Írók Szövetsége (Asociația Scriitorilor în Grai Bănățean), melynek periodikája is van, Tăt Bănatu-i fruncea (Mégis a Bánság van az élen) címmel. A vajdasági Újozorán is működik a „Tibiscus” Irodalmi és Művészeti Szövetség, amely foglalkozik nyelvjárási irodalommal. Ezeken kívül televízió- és rádióműsorokban is művelik.

### Körös-vidéki nyelvjáráscsoport

#### Elterjedése
Ez a nyelvjáráscsoport három zónára oszlik: bihari (amely Arad megyére is kiterjed, és amelyhez a magyarországi románok nyelvjárása is tartozik), mócvidéki (néha ettől különválasztva tárgyalják a mokányföldit) és szamosvölgyi. Egyes nyelvészek (Emil Petrovici, Ion Coteanu) ide sorolják az Avasságot is. Erdély nagy részén a körösvidéki, a moldvai és a munténiai közötti átmeneti nyelvjárásokat beszélnek.

#### Jellegzetességei
Nagyon elterjedt (bár megvalósulása nem kötelező) a magánhangzók nazalizációja: [o'pitə̃'trjagə̃'strajt͡sə] (o pită întreagă-n straiță ’egy egész kenyér a tarisznyában’). A nazalizált magánhangzó nyíltsági foka és ajakkerekítési foka is megváltozhat ([u] + [n] > [õ], ill. [ɨ] + [n] > [ũ]), és a nazalizáció analógia útján a nem nazális mássalhangzó előtti magánhangzókra is átterjedhet: [ãju] (aiu, ’a fokhagyma’). Főként az Erdélyi-szigethegységben ma is használják az egyszerű múlt időt.
| Jelenség | Nyelvjárási példa                        | Sztenderd megfelelő           | Fordítás                     |
| --- | ---------------------------------------- | ----------------------------- | ---------------------------- |
| latin [ane] > [ɨne] | câne                                     | câine                         | kutya                        |
| [e] > [ə], [i] > [ɨ], [e̯a] > [a] ([s], [ʃ], [z], [t͡s] után)                                                                | să rupe orășan zamă țân                  | se rupe orășean zeamă țin     | elszakad városlakó lé tartok |
| [e̯a] > [a] (palatalizált [t], [d], [l], [n] után)                                                                          | ['cakə] [ɟal] [ʎak] [ɲam]                | teacă deal leac neam          | hüvely domb orvosság rokon   |
| hangsúlyos [e] > [ɛ] | [pɛre]                                   | pere                          | körték                       |
| Néhány nyelvjárásban [z] után csak centrális magánhangzó állhat (hangsúlyos helyzetben [ɨ], hangsúlytalan helyzetben [ə]). | zâci                                     | zici                          | mondasz                      |
| [o̯a] > [ɒ] | [pɒrtə]                                  | poartă                        | kapu                         |
| [d͡ʒ] > [ʒ] | jer                                      | ger                           | fagy                         |
| dentális zárhangok palatalizációja [e] és [i] előtt (különböző fokú lehet)                                                 | [tʲej] vagy [cej] [dʲintʲe] vagy [ɟince] | tei dinte                     | hársfa fog                   |
| [n] palatalizációja [e] és [i] előtt                                                                                       | ['biɲe] ['domɲi]                         | bine domnii                   | jól az urak                  |
| [k] és [p] palatalizációja [e] és [i] előtt                                                                                | [cej] [pʲej] vagy [cej]                  | chei piei                     | kulcsok bőrök                |
| hangsúlyos és hangsúlytalan [e̯a] > [ɛ]                                                                                     | [lumɛ]                                   | lumea                         | a világ                      |
| [ɨj] > [ij] | întii                                    | întâi                         | első                         |
| [k] beiktatása [s] és [l] közé                                                                                             | sclab                                    | slab                          | gyenge, sovány               |
| [a] beiktatása a szó elé (kevésbé általános, mint az arománban)                                                            | anumără                                  | numără                        | számol                       |
| latin, magánhangzók közötti [n] > [r], a mócok nyelvjárásában                                                              | lură                                     | lună                          | hold                         |
| a határozott artikulus archaikus birtokos/részes esetű alakja                                                              | omuli                                    | omului                        | az emberé/embernek           |
| egyetlen alakú birtokos névelő                                                                                             | a tău, a ta a tăi, a tale                | al tău, a ta ai tăi, ale tale | a tiéd a tieid               |
| az a fi létige sajátos alakjai kijelentő mód jelen időben                                                                  | îs îi                                    | sunt este, e                  | vagyok, vannak van           |
| összetett múlt idő harmadik személy egyes számban a segédige o, többes számban o vagy or                                   | o(r) făcut                               | a(u) făcut                    | csinált(ak), tett(ek)        |
| kötőmód kötőszója a bihari nyelvjárásban                                                                                   | și merg                                  | să merg                       | menjek                       |
| régmúlt idő sajátos, összetett alakja                                                                                      | m-am fo dusă                             | mă dusesem                    | mentem vala                  |
| feltételes mód múlt ideje az a vrea ’akar’ segédige összetett múltjával                                                    | o vu(t) hori                             | ar fi cântat                  | énekelt volna                |
| segédige a lexikális jelentésű ige után                                                                                    | Făcut-ai foc? Duce-m-oi.                 | Ai făcut foc? Mă voi duce.    | Raktál-e tüzet? Elmegyek.    |

Szókészlet:
| Jelenség                   | Nyelvjárási példa | Jelentése a sztenderdben | Sztenderd megfelelő | Fordítás |
| -------------------------- | ----------------- | ------------------------ | ------------------- | -------- |
| latin eredetű archaizmusok | vă!               |                          | mergi!, du-te!      | menj!    |
| sajátos szavak             | nari              |                          | nas                 | orr      |
| sajátos jelentésű szavak   | a cânta           | énekelni                 | a plânge            | sírni    |
| magyar eredetű szavak      | a cuștuli         |                          | a gusta             | kóstolni |
| német eredetű szavak       | firhang           |                          | perdea              | függöny  |

### Máramarosi nyelvjáráscsoport
Az ehhez a csoporthoz tartozó nyelvjárásokat nemcsak Máramarosban, hanem Kárpátalján is beszélik. Egyes nyelvészek, azok, akik nem a körös-vidékiek csoportjába sorolják az avassági nyelvjárást, a máramarosiak közé veszik ezt is.

#### Jellegzetességei
Hangtan:
| Jelenség                                                       | Nyelvjárási példa         | Sztenderd megfelelő                 | Fordítás                         |
| -------------------------------------------------------------- | ------------------------- | ----------------------------------- | -------------------------------- |
| latin [ane] > [ɨne]                                            | câne                      | câine                               | kutya                            |
| [e] > [ə], [i] > [ɨ], [e̯a] > [a] ([s], [ʃ], [t͡s], [d͡z] után)   | să rumpe orășan țân dzâc  | se rupe orășean țin zic             | elszakad városlakó tartok mondok |
| [e̯a] > [a], palatalizált [t], [d], [l], [n] után               | ['cakə] [ɟal] [ʎak] [ɲam] | teacă deal leac neam                | hüvely domb orvosság rokon       |
| hangsúlytalan, de nem szóvégi [e] záródása                     | oamini                    | oameni                              | emberek                          |
| [e] > [ə] ([t͡ʃ] és [d͡ʒ] után)                                  | [t͡ʃər] [d͡ʒər]             | cer ger                             | ég(bolt) fagy                    |
| hangsúlyos [e] > [ɛ]                                           | ['pɛre]                   | pere                                | körték                           |
| [o̯a] > [ɒ]                                                     | ['pɒrtə]                  | poartă                              | kapu                             |
| szóvégi [ʲ] elhagyása réshangok és zár-réshangok után          | [uʃ] [nut͡ʃ] [pot͡s]        | uși [uʃʲ] nuci [nut͡ʃʲ] poți [pot͡sʲ] | ajtók diók bírsz                 |
| szóvégi [ʲ] elhagyása [n] után és ennek teljes palatalizációja | ['wɒmiɲ]                  | oameni                              | emberek                          |
| latin [de] > [d͡zə]                                             | Dumnedzău                 | Dumnezeu                            | Isten                            |
| latin [di] > [d͡zɨ]                                             | dzâc                      | zic                                 | mondok                           |
| latin [du] > [d͡zu]                                             | vădzut                    | văzut                               | látott                           |
| dentális zárhangok palatalizációja [e] és [i] előtt            | [cej] [ɟince]             | tei dinte                           | hársfa fog                       |
| [k] palatalizációja [c]-re, [e] és [i] előtt                   | [cej]                     | chei                                | kulcsok                          |
| [f], [v] palatalizációja [e] és [i] előtt                      | sier zin                  | fier vin                            | vas bor                          |
| [l] palatalizációja [e] előtt                                  | ['pɛriʎe]                 | perele                              | a körték                         |
| az Avasságban az [l] félhangzóvá válása zárhang előtt          | aub autu caudură meuc     | alb altul căldură melc              | fehér másik hőség csiga          |
| [n] palatalizációja [e] és [i] előtt                           | ['biɲe] ['domɲi]          | bine domnii                         | jól az urak                      |
| zár-réshangok depalatalizációja                                | ['ʧɒrə] [d͡ʒam] ['tsavə]   | cioară geam țeavă                   | varjú ablaküveg cső              |
| [ɲ] beiktatása [m] és [j] közé                                 | [mɲel]                    | miel                                | bárány                           |
| [c] beiktatása [p] és [j] vagy [i] közé                        | ['pcatrə]                 | piatră                              | kő                               |

Alaktan és mondattan:
| Jelenség                                                                       | Nyelvjárási példa                | Sztenderd megfelelő                     | Fordítás                                            |
| ------------------------------------------------------------------------------ | -------------------------------- | --------------------------------------- | --------------------------------------------------- |
| egyetlen alakú birtokos névelő                                                 | a tău, a ta a tăi, a tale        | al tău, a ta ai tăi, ale tale           | a tiéd a tieid                                      |
| az a fi létige sajátos alakjai kijelentő mód jelen időben                      | îs îi                            | sunt este, e                            | vagyok, vannak van                                  |
| összetett múlt idő harmadik személy egyes és többes szám segédigéje o          | o făcut                          | a(u) făcut                              | csinált(ak), tett(ek)                               |
| hangsúlyos magánhangzó utáni szórész elhagyása igékben                         | ce-i fa                          | ce vei face                             | mit fogsz csinálni                                  |
| a 2. és a 3. igeragozás kijelentő mód jelen idő többes szám első személy ragja | ave duce                         | avem ducem                              | birtokolunk viszünk                                 |
| hangsúlyos magánhangzó utáni szórész elhagyása főnevek megszólító esetében     | mătu! [ɟo]!                      | mătușă! Gheorghe!                       | néni! Gyuri!                                        |
| a jövő idő a vrea ’akarni’ segédige sajátos alakjai                            | oi / îi / a / om / îț / or mânca | voi / vei / va / vom / veți / vor mânca | enni fogok / fogsz / fog / fogunk / fogtok / fognak |
| a régmúlt idő sajátos alakja                                                   | am fo dzâsă                      | zisesem                                 | mondtam volt                                        |
| a főnévi igenév archaikus használata                                           | S-o dus a ara.                   | S-a(u) dus să are.                      | Elment(ek) szántani.                                |
| segédige a fő ige után                                                         | Făcut-ai foc? Duce-m-oi.         | Ai făcut foc? Mă voi duce.              | Raktál-e tüzet? Elmegyek.                           |

Szókészlet:
| Jelenség                                      | Nyelvjárási példa | Jelentése a sztenderdben | Sztenderd megfelelő | Fordítás   |
| --------------------------------------------- | ----------------- | ------------------------ | ------------------- | ---------- |
| -uc(ă) kicsinyítő képző gyakorisága           | slăbuc            |                          | slăbuț              | gyengécske |
| -ucă alak nőnem és semlegesnem többes számban | piciorucă         |                          | piciorușe           | lábacskák  |
| archaikus latin eredetű szavak                | sărune            |                          | tărâțe cu sare      | sós korpa  |
| sajátos szavak                                | cătilin           |                          | încet               | lassan     |
| sajátos jelentésű szavak                      | cocon             | úrfi                     | copilaș             | kisgyerek  |
| ukrán eredetű szavak                          | a cușăi           |                          | a gusta             | kóstolni   |

### Moldvai nyelvjáráscsoport

#### Elterjedése
Ez a nyelvjáráscsoport foglalja el a legnagyobb területet. Ezeket beszélik a romániai Moldvában, Bukovinában, Északkelet-Erdély egy részében (Beszterce-Naszód megye, Maros megye, Hargita megye, Kovászna megye egyes részeiben), Északkelet-Munténiában (Brăila megye, Buzău megye), Észak-Dobrudzsában (Tulcea megye északi része), az ukrajnai Észak-Bukovinában, a Moldovai Köztársaságban, beleértve Transznisztriát is.

#### Jellegzetességei
| Jelenség                                                                        | Nyelvjárási példa                   | Sztenderd megfelelő                     | Fordítás                                                |
| ------------------------------------------------------------------------------- | ----------------------------------- | --------------------------------------- | ------------------------------------------------------- |
| szóvégi [e̯a] > [ɛ]                                                              | [vi'nɛ]                             | venea                                   | jött                                                    |
| hangsúlytalan [ə] záródása                                                      | [sɨ 'vinɨ]                          | să vină                                 | (ő) jöjjön                                              |
| hangsúlytalan [e] záródása                                                      | fetili                              | fetele                                  | a lányok                                                |
| [e] > [ə], [i] > [ɨ], [e̯a] > [a], [s], [ʃ], [z], [t͡s] után                      | sî rupi orășan zamă țân             | se rupe orășean zeamă țin               | elszakad városlakó lé tartok                            |
| szóvégi [ʲ] elhagyása réshangok és zár-réshangok után                           | [uʃ] [pot͡s]                         | uși poți                                | ajtók bírsz, tudsz                                      |
| latin [de] > [d͡ze]                                                              | dzece                               | zece                                    | tíz                                                     |
| latin [di] > [d͡zɨ]                                                              | dzâc                                | zic                                     | mondok                                                  |
| [t͡ʃ] > [ʃ]-hez közel álló hangzó                                                | șier                                | cer                                     | ég(bolt)                                                |
| [d͡ʒ] > [ʒ]-hez közel álló hangzó                                                | jier                                | ger                                     | fagy                                                    |
| palatalizációk: [b] > [g], [p] > [k], [m] > [ɲ], [v] > [ʒ]                      | ghini chiept [ɲik] jin              | bine piept mic vin                      | jól mell kicsi bor                                      |
| egyetlen alakú birtokos névelő                                                  | a tău, a ta a tăi, a tale           | al tău, a ta ai tăi, ale tale           | a tiéd a tieid                                          |
| dânsul, dânsa, dânșii, dânsele személyes névmások tárgyakra is való alkalmazása | Uiti masa. Puni lingurili pi dânsa. | Uite masa. Pune lingurile pe ea.        | Ott az asztal. Tedd rá a kanalakat.                     |
| összetett múlt idő harmadik személy egyes és többes szám segédigéje             | o făcut                             | a(u) făcut                              | csinált(ak), tett(ek)                                   |
| a jövő idő a vrea ’akar’ segédigéjének sajátos alakjai                          | oi / îi / a / om / îț / or cânta    | voi / vei / va / vom / veți / vor cânta | énekelni fogok / fogsz / fog / fogunk / fogtok / fognak |
| a melléknévi igenév de-vel                                                      | trebuii di spus                     | trebuie spus                            | meg kell mondani                                        |

Szókészlet:
| Jelenség                                       | Nyelvjárási példa | Jelentése a sztenderdben | Sztenderd megfelelő | Fordítás    |
| ---------------------------------------------- | ----------------- | ------------------------ | ------------------- | ----------- |
| sajátos szavak                                 | agud              |                          | dud                 | eperfa      |
| sajátos jelentésű szavak                       | moș               | öregember                | unchi               | nagybácsi   |
| ukrán eredetű szavak                           | hulub             |                          | porumbel            | galamb      |
| orosz eredetű szavak (főleg a Pruttól keletre) | cori              |                          | rujeolă             | vörös himlő |
| török eredetű szavak                           | bostan            |                          | pepene              | görögdinnye |
| görög eredetű szavak                           | colțun            |                          | ciorap              | harisnya    |

#### Írott forrásai
1566-tól kezdve maradtak fenn dokumentumok moldvai jellegzetességekkel. E nyelvjáráscsoportnak nagy szerepe volt a román irodalmi nyelv kialakulásában, főleg Grigore Ureche, Miron Costin, Ion Neculce krónikások, majd olyan írók révén, mint Vasile Alecsandri, Ion Creangă, Mihai Eminescu és Mihail Sadoveanu.